# Эртель, Фёдор Фёдорович
Фёдор Фёдорович Эртель (12 января 1768, Лабиау, Пруссия — 8 [20] апреля 1825, Могилёв) — русский генерал от инфантерии прусского происхождения, участник и один из военачальников Отечественной войны 1812 года. Его портрет представлен в Военной галерее Зимнего дворца в Санкт-Петербурге.

## Биография
Происходил из обедневшего прусского дворянского рода. В 1778 году вступил после окончания Столпенского кадетского корпуса в прусскую армию; в 1784 году получил звание прапорщика. В том же году он оставил прусскую военную службу и уехал в Российскую империю. 31 марта 1785 года был в том же звании прапорщика принят в 1-й флотский гатчинский батальон. 1 мая 1786 года был повышен в звании до подпоручика. В следующем году он добровольно отправился воевать против шведов; его первым боем стало сражение у деревни Кайпийаса в 1788 году. В 1789 под Роченсальмом он захватил шведскую галеру, после чего, командуя десантным отрядом, первым, держа в руках воинское знамя, ворвался на вражескую батарею. 23 августа 1789 года был тяжело ранен и потерял правый глаз. В связи с этим 3 октября того же года был уволен с военной службы в звании премьер-майора.
В 1791 году стал членом Ямбургского уездного суда; в 1793 году великий князь Павел поручил ему сформировать гренадерский батальон в Гатчине. 30 января 1796 года он снова покинул армию и по рекомендации Павла стал прокурором в Выборге.
12 ноября 1796 года вновь вернулся на военную службу и в скором времени получил звание майора лейб-гренадерского полка, находясь там на должности инструктора. После воцарения на престоле Павла I военная карьера Эртеля пошла вверх; спустя два года он дослужился до подполковника, а 10 декабря 1798 года получил звание генерал-майора и должность обер-полицмейстера Москвы, заслужив себе на этом посту недобрую славу по причине исключительной суровости и строгости.
После воцарения Александра I первоначально был отстранён от военной службы. 17 марта 1802 года, однако, был вновь принят на службу в качестве шефа Бутырского мушкетёрского полка. С 7 сентября 1802 по 29 марта 1808 года занимал должность обер-полицмейстера Санкт-Петербурга. Состоял в свите его императорского величества. Был назначен надзирать за Внутренним подвижным магазином Молдавской армии 28 февраля 1810 г. 17 февраля 1811 года произведён в генерал-лейтенанты.
12 октября 1811 года был назначен начальником 2-й дивизии рекрутских депо; 22 ноября того же года стал командиром 2-го резервного корпуса (в него переименовали 2-ю дивизию рекрутских депо). Численность этого корпуса составляла 45 630 человек. с которым принял участие в Отечественной войне: первоначально находился на второй линии у Мозыря, 27 июля (8 августа) его войска были подчинены командующему 3-й армией генералу Тормасову. Несмотря на этот приказ, Эртель продолжил самостоятельные действия, которые в начальный период войны сводились к рейдам в оккупированные противником районы с целью захвата пленных и припасов. Подавив польское восстание в Минской губернии, в сентябре 1812 года Эртель был подчинён адмиралу Чичагову. 3 (15) и 4 (16) сентября возглавлял завершившиеся успехом наступательные операции около Глуска и Горбачёва. За эти бои 4 (16) октября 1812 года получил орден Св. Георгия 3-й степени.
В октябре 1812 года из-за медлительности и наступления ледохода не выполнил приказ идти на соединение с силами Чичагова в районе Борисова, вследствие чего 7 ноября 1812 г. был заменён последним на генерала Сергея Тучкова и оказался под следствием, которое было, однако, прекращено по повелению императора.
10 декабря 1812 года Эртель стал военным генерал-полицеймейстером всех действующих армий, наделённым правами командира отдельного корпуса. Был удостоен ордена Александра Невского. После подписания второго Парижского мира (1815 год) он стал военным генерал-полицеймейстером 1-й армии, одновременно получив бессрочный отпуск по состоянию здоровья. 21 октября 1821 года был вновь зачислен на службу, а в 1823 году занял прежний пост.